# ミュンスター行政管区
ミュンスター行政管区（またはミュンスター県、Regierungsbezirk Münster）はドイツ連邦共和国ノルトライン＝ヴェストファーレン州の行政管区の一つ。面積は6,906.98平方キロメートルで、人口は262万0592人で、人口密度は379人/km2。行政管区の知事はイェルク・トヴェンヘーフェン (Jörg Twenhöven)である。
ミュンスター行政管区はミュンスターランド地方とルール地方に位置し、ミュンスターランド地方の1市と4郡、およびルール地方の2市と1郡を含む。

## 歴史
ミュンスター行政管区は1815年4月30日プロイセン王国の行政管区として発足し、1816年4月26日行政管区庁を発足した。1946年新しいノルトライン＝ヴェストファーレン州の行政管区になった。1975年の合併から現在の市町村の状況である。

## 市と郡
市:
- ボトロップ (Bottrop)
- ゲルゼンキルヒェン (Gelsenkirchen)
- ミュンスター (Münster)

郡:
- ボルケン郡 (Kreis Borken)
- コースフェルト郡 (Kreis Coesfeld)
- レックリングハウゼン郡 (Kreis Recklinghausen)
- シュタインフルト郡 (Kreis Steinfurt)
  - ザーベック
- ヴァーレンドルフ郡 (Kreis Warendorf)

## 引用
1. ↑  Bevölkerung der Gemeinden Nordrhein-Westfalens am 31. Dezember 2023 – Fortschreibung des Bevölkerungsstandes auf Basis des Zensus vom 9. Mai 2011